# Erica van den Heuvel
Erica van den Heuvel (nacida como Erica van Dijck, Helmond, 12 de junio de 1966) es una deportista neerlandesa que compitió en bádminton, en las modalidades de dobles y dobles mixto.
Ganó ocho medallas en el Campeonato Europeo de Bádminton entre los años 1988 y 2000. Participó en tres Juegos Olímpicos de Verano, entre los años 1992 y 2000, ocupando el quinto lugar en Sídney 2000, en la prueba de dobles mixto.

## Palmarés internacional
| Campeonato Europeo | Campeonato Europeo       | Campeonato Europeo | Campeonato Europeo |
| Año                | Lugar                    | Medalla            | Prueba             |
| ------------------ | ------------------------ | ------------------ | ------------------ |
| 1988               | Kristiansand (Noruega)   | Medalla de plata   | Dobles mixto       |
| 1990               | Moscú (URSS)             | Medalla de plata   | Dobles             |
| 1994               | Den Bosch (Países Bajos) | Medalla de bronce  | Dobles             |
| 1994               | Den Bosch (Países Bajos) | Medalla de bronce  | Dobles mixto       |
| 1996               | Herning (Dinamarca)      | Medalla de bronce  | Dobles mixto       |
| 1998               | Sofía (Bulgaria)         | Medalla de plata   | Dobles mixto       |
| 1998               | Sofía (Bulgaria)         | Medalla de bronce  | Dobles             |
| 2000               | Glasgow (Reino Unido)    | Medalla de bronce  | Dobles mixto       |